# Туркинское сельское поселение
Се́льское поселе́ние «Турки́нское» (бур. Түрхэнын hомон) — муниципальное образование в Прибайкальском районе Бурятии Российской Федерации.
Административный центр — село Турка.

## История
Статус и границы городского поселения установлены Законом Республики Бурятия от 31 декабря 2004 года № 985-III «Об установлении границ, образовании и наделении статусом муниципальных образований в Республике Бурятия».
В 2006 году преобразовано в сельское поселение «Туркинское».

## Население
| 2011  | 2012  | 2013  | 2014  | 2015  | 2016  | 2017  |
| ----- | ----- | ----- | ----- | ----- | ----- | ----- |
| 2701  | ↗2745 | ↘2743 | ↘2721 | ↗2741 | ↘2723 | ↗2725 |
| 2018  | 2019  | 2020  | 2021  | 2023  | 2024  |       |
| ↘2693 | ↘2664 | ↘2652 | ↘2293 | ↗2301 | ↘2276 |       |

## Состав сельского поселения
| № | Населённый пункт | Тип населённого пункта       | Население |
| - | ---------------- | ---------------------------- | --------- |
| 1 | Горячинск        | село                         | ↗967      |
| 2 | Золотой Ключ     | посёлок                      | ↘95       |
| 3 | Соболиха         | посёлок                      | ↘186      |
| 4 | Турка            | село, административный центр | ↘1450     |